# Análisis dimensional
El análisis dimensional es una herramienta que permite simplificar el estudio de cualquier fenómeno en el que estén involucradas muchas magnitudes físicas en forma de variables independientes. Su resultado fundamental, el teorema π de Vaschy-Buckingham (más conocido por teorema π) permite cambiar el conjunto original de parámetros de entrada dimensionales de un problema físico por otro conjunto de parámetros de entrada adimensionales más reducido. Estos parámetros adimensionales se obtienen mediante combinaciones adecuadas de los parámetros dimensionales y no son únicos, aunque sí lo es el número mínimo necesario para estudiar cada sistema. De este modo, al obtener uno de estos conjuntos de tamaño mínimo se consigue:
- Analizar con mayor facilidad el sistema objeto de estudio
- Reducir drásticamente el número de ensayos que debe realizarse para averiguar el comportamiento o respuesta del sistema.

El análisis dimensional es la base de los ensayos con maquetas a escala reducida utilizados en muchas ramas de la ingeniería, tales como la aeronáutica, la automoción o la ingeniería civil. A partir de dichos ensayos se obtiene información sobre lo que ocurre en el fenómeno a escala real cuando existe semejanza física entre el fenómeno real y el ensayo, gracias a que los resultados obtenidos en una maqueta a escala son válidos para el modelo a tamaño real si los números adimensionales que se toman como variables independientes para la experimentación tienen el mismo valor en la maqueta y en el modelo real. Así, para este tipo de cálculos, se utilizan ecuaciones dimensionales, que son expresiones algebraicas que tienen como variables a las unidades fundamentales y derivadas, las cuales se usan para demostrar fórmulas, equivalencias o para dar unidades a una respuesta.
Finalmente, el análisis dimensional también es una herramienta útil para detectar errores en los cálculos científicos e ingenieriles. Con este fin se comprueba la congruencia de las unidades empleadas en los cálculos, prestando especial atención a las unidades de los resultados.

## Análisis dimensional
Para reducir un problema dimensional a otro adimensional con menos parámetros (porque las variables de trabajo se reducen a números adimensionales), se siguen los siguientes pasos generales:
1. Contar el número de variables dimensionales n.
2. Contar el número de unidades básicas (longitud, tiempo, masa, temperatura, etc.) m
3. Determinar el número de grupos adimensionales. El número de grupos o números adimensionales ({\displaystyle {\Pi }})es n - m.
4. Hacer que cada número {\displaystyle {\Pi }} dependa de n - m variables fijas y que cada uno dependa además de una de las n - m variables restantes (se recomienda que las variables fijas sean una del fluido o medio, una geométrica y otra cinemática; ello para asegurar que los números adimensionales hallados tengan en cuenta todos los datos del problema).
5. Cada {\displaystyle {\Pi }} se pone como un producto de las variables que lo determinan elevadas cada una a una potencia desconocida. Para garantizar adimensionalidad deben hallarse todos los valores de los exponentes tal que se cancelen todas las dimensiones implicadas.
6. El número {\displaystyle {\Pi }} que contenga la variable que se desea determinar se pone como función de los demás números adimensionales. La variable del número adimensional que se desea determinar se pone en función del resto con el objeto de determinar la relación funcional para lo que sirve poseer  una ecuación empírica para guiarme en el despeje. Si no tengo una ecuación empírica debo determinar con datos experimentales a baja escala o si se puede a alta escala por ejemplo cuando la empresa está haciendo pruebas lo que conlleva una inversión mayor. En el caso de realizar experimentos a baja escala  entonces debo hallar una ecuación empírica y constatar con datos experimentales de la planta más grande.

### Aplicaciones del Análisis dimensional
- Detección de errores de cálculo.
- Resolución de problemas cuya solución directa conlleva dificultades matemáticas insalvables.
- Creación y estudio de modelos reducidos.
- Consideraciones sobre la influencia de posibles cambios en los modelos, etc.

### Un ejemplo de Análisis dimensional
Calculemos mediante Análisis Dimensional la velocidad de un cuerpo en caída libre. Sabemos que dicha velocidad {\displaystyle v} dependerá de la altura {\displaystyle h} y de la gravedad {\displaystyle g}. Pero imaginemos que también se nos ocurre decir que la velocidad depende de la masa {\displaystyle m}. Una de las bondades del Análisis Dimensional es que es "autocorregible", es decir, el procedimiento, por sí solo, elimina las unidades que no son necesarias.
- Identificar las magnitudes de las variables:

{\displaystyle [v]={\text{m/s}}={\text{LT}}^{-1},\quad [g]={\text{m/s}}^{2}={\text{LT}}^{-2},\quad [h]={\text{m}}={\text{L}},\quad [m]={\text{kg}}={\text{M}}}

- Formar la matriz

{\displaystyle {\begin{array}{cc}&{\begin{bmatrix}{[h]}&{[g]}&{[v]}&{[m]}\end{bmatrix}}\\{\begin{bmatrix}{\textbf {M}}\\{\textbf {L}}\\{\textbf {T}}\end{bmatrix}}&{\begin{bmatrix}{0}&{0}&{0}&{1}\\{1}&{1}&{1}&{0}\\{0}&{-2}&{-1}&{0}\end{bmatrix}}\end{array}}}
- Hacer el producto de matrices:

Aquí tenemos que decir que {\displaystyle \displaystyle \epsilon _{k}} se refiere al exponente de la unidad {\displaystyle \displaystyle k}, pero eso se verá en pasos sucesivos.
{\displaystyle {\begin{bmatrix}{0}&{0}&{0}&{1}\\{1}&{1}&{1}&{0}\\{0}&{-2}&{-1}&{0}\end{bmatrix}}{\begin{bmatrix}{\epsilon _{h}}\\{\epsilon _{g}}\\{\epsilon _{v}}\\{\epsilon _{m}}\end{bmatrix}}={\begin{bmatrix}{0}\\{0}\\{0}\end{bmatrix}}}
- Desarrollar el producto de matrices y resolver el sistema de ecuaciones.

Se forma un sistema de ecuaciones. Si nos fijamos, tenemos 4 incógnitas, y sólo 3 ecuaciones, así que para que el sistema pueda ser resuelto, necesitamos tantas incógnitas como ecuaciones. ¿Cómo se subsana el problema? Muy sencillo: se coge un {\displaystyle \displaystyle \epsilon _{k}} cualquiera y le asignamos el valor que queramos, a excepción del 0. En nuestro caso, vamos a tomar {\displaystyle \displaystyle \epsilon _{v}} como {\displaystyle \displaystyle 1}.
{\displaystyle \left\{{\begin{array}{rrrrcr}\epsilon _{m}&&&&=&0\\&\epsilon _{h}&+\epsilon _{g}&+\epsilon _{v}&=&0\\&&-2\epsilon _{g}&-\epsilon _{v}&=&0\end{array}}\right.\longrightarrow \quad \left\{{\begin{array}{rrrcrcr}\epsilon _{m}&&&=&0\\&\epsilon _{h}&+\epsilon _{g}&=&-\epsilon _{v}&=&-1\\&&-2\epsilon _{g}&=&\epsilon _{v}&=&1\end{array}}\right.}
Si aplicamos la solución inicial que hemos propuesto anteriormente ({\displaystyle \displaystyle \epsilon _{v}=1}), se realizan los sencillos cálculos y llegamos a las soluciones:
{\displaystyle \displaystyle \epsilon _{h}=-1/2}
{\displaystyle \displaystyle \epsilon _{g}=-1/2}
{\displaystyle \displaystyle \epsilon _{v}=1}
{\displaystyle \displaystyle \epsilon _{m}=0}
- Formar el/los grupos {\displaystyle \displaystyle \Pi }

Un grupo {\displaystyle \displaystyle \Pi } es una ecuación adimensional.
¿Cuántos grupos {\displaystyle \displaystyle \Pi } vamos a obtener? Pues si {\displaystyle \displaystyle m} es el número de unidades (las unidades son el metro, el kilo, el segundo, el grado, ...), y {\displaystyle \displaystyle h} el rango máximo de la matriz que contiene los coeficientes de las magnitudes de las unidades (a veces coincide el rango de la matriz con el número de variables que tenemos, aunque ésta no es una regla fiable), el número de grupos {\displaystyle \displaystyle \Pi } (o ecuaciones que obtendremos) será {\displaystyle \displaystyle m-h}. En el caso que nos ocupa, {\displaystyle \displaystyle 4-3=1} ecuación.
Ahora se cogen las unidades que hemos tomado en nuestro problema y las elevamos a los exponentes que hemos obtenido. Esa es nuestra ecuación.
{\displaystyle \displaystyle \Pi =h^{-1/2}g^{-1/2}v^{1}m^{0}={\frac {v}{\sqrt {gh}}}}
(Nótese que {\displaystyle \displaystyle \Pi } es adimensional).
Aquí obtenemos aquello que llamábamos "autocorrección": el exponente de la masa es 0, así que desaparece de nuestra ecuación, demostrando una vez más que la caída libre no depende de la masa del objeto en cuestión.
- Paso final: obtención de la ecuación.

{\displaystyle \displaystyle v=k{\sqrt {gh}}}
con {\displaystyle \displaystyle k} valiendo {\displaystyle \displaystyle {\sqrt {2}}}, lo que nos da la fórmula correcta:
{\displaystyle \displaystyle v={\sqrt {2gh}}}

## Principio de Fourier de homogeneidad dimensional
El principio de Fourier homogeneidad dimensional es un principio de buena formación de las expresiones que relacionan magnitudes físicas de manera algebraica. Es decir, es un principio de consistencia matemática que postula solo es posible sumar o restar entre sí magnitudes físicas de la misma naturaleza. En consecuencia, no podemos sumar longitud con tiempo, o masa con longitud, etc. 

### Ejemplo
El principio puede ilustrarse, con el ejemplo, de la energía de un cuerpo que es la suma de su energía cinética más su energía potencial:
{\displaystyle E=E_{c}+E_{p}}
Expresando la energía cinética y potencial tendremos:
{\displaystyle E={\frac {1}{2}}\,m\,v^{2}+m\,g\,h}
Expresando la velocidad y la aceleración según las magnitudes fundamentales:
{\displaystyle E={\frac {1}{2}}\;m\,\left({\frac {e}{t}}\right)^{2}+m\,{\frac {e}{t^{2}}}\,h}
Expresado en forma dimensional:
{\displaystyle E={\frac {1}{2}}\,[M][L]^{2}[T]^{-2}+[M][L]^{2}[T]^{-2}}
Como puede verse tanto la energía cinética: un medio de la masa por la velocidad al cuadrado y la energía potencial: la masa por la gravedad y por la altura, es en ambos casos energía con la misma ecuación dimensional.
Por tanto, este principio de Fourier garantiza la coherencia de una ecuación física. Es importante recordar que si bien las constantes numéricas son adimensionales (ecuación dimensional igual a la unidad), por otro lado las constantes físicas tienen dimensión diferente de la unidad:
e = 2,718281... (base de los logaritmos neperianos) → {\displaystyle [e]=1};
c = 299 792 458 m/s (velocidad de la luz en el vacío) → {\displaystyle [c]=[v]=LT^{-1}}